# Stara Synagoga w Baligrodzie
Stara synagoga w Baligrodzie – nieistniejąca synagoga znajdująca się w Baligrodzie przypuszczalnie w północno-zachodniej części rynku. 
Synagoga została zbudowana zapewne na początku XVIII wieku, jej istnienie jest potwierdzone w 1870 r. Prawdopodobnie została rozebrana w związku z budową nowej synagogi.